# L'Hostal Nou i la Codosa
L'Hostal Nou i la Codosa és una entitat de població del municipi de Vallfogona de Balaguer, a la comarca de la Noguera.
El raval, situat a l'extrem nord-oest del terme municipal, forma una conurbació amb el municipi de Balaguer i l'antic terme rural de Carbona.